# Revo (Klettern)

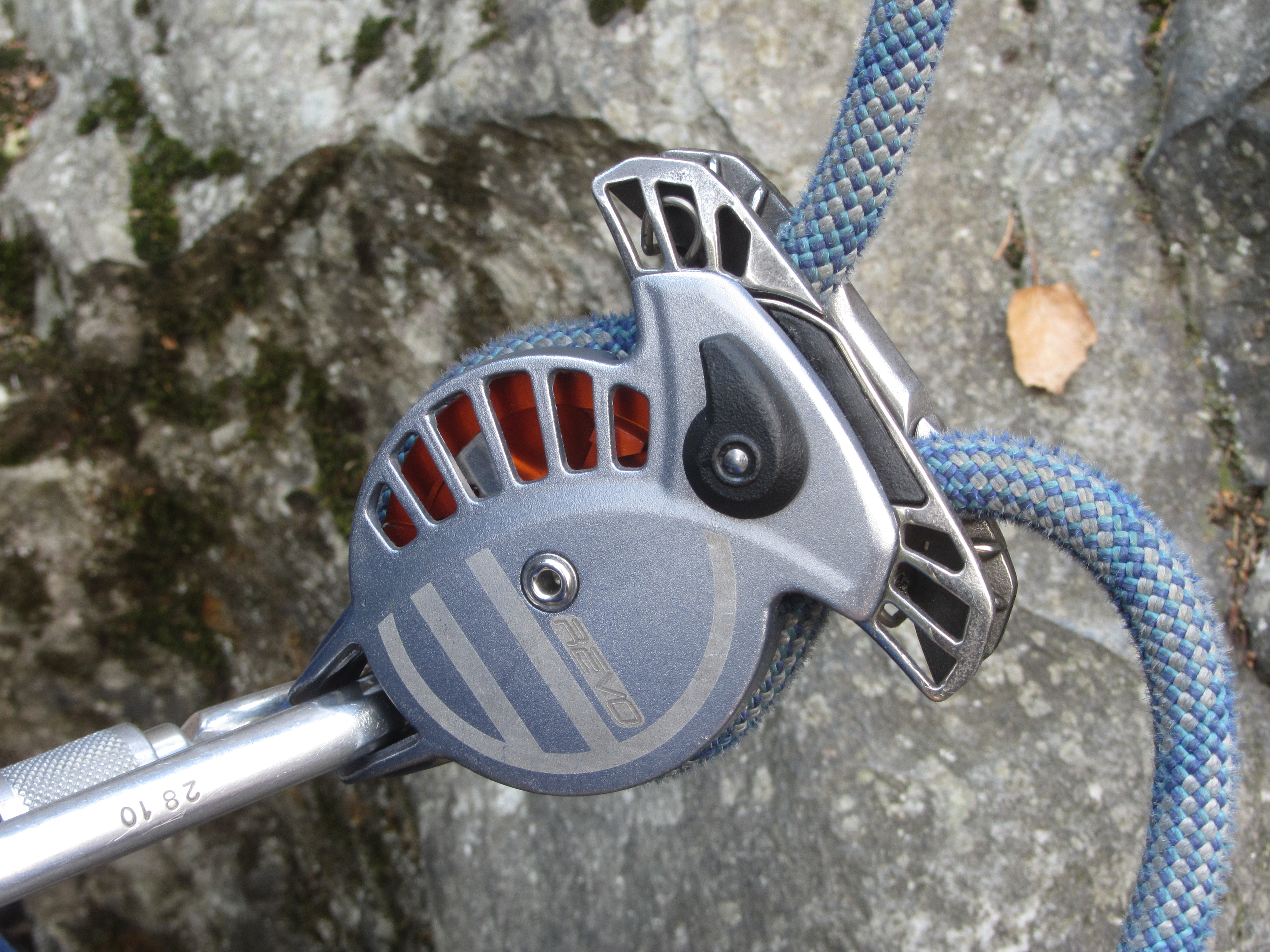
Sicherungsgerät „Revo“ der Firma Wild Country (Oberalp)

Der Revo ist ein halbautomatisches Sicherungsgerät der Marke Wild Country des Herstellers Oberalp für das Sportklettern zum Sichern mit Einfachseilen. Es kam im Herbst 2018 auf den Markt.
Der Revo kombiniert die einfache und dynamische Handhabung eines Tubers mit der Hintersicherung durch eine Fliehkraftbremse. Man kann ohne Widerstand Seil ausgeben und einnehmen. Erst wenn das Seil mit 4 Metern pro Sekunde oder mehr durch das Gerät gezogen wird, blockiert es nach wenigen Zentimetern.
Nach Norm EN15151-1 ist der Revo ist ein „Bremsgerät mit manuell unterstützter Verriegelung“ (Typ 8: „Sichern und Abseilen mit Panik-Verriegelung“). Er ist geeignet für die Körpersicherung mit dynamischem Einfachseil (⌀ 8,5–11 mm), für Links- und Rechtshänder gleichermaßen. Sich selbst am Einzelstrang abzuseilen ist in der Gebrauchsanleitung mit Einschränkungen erwähnt. Das Gerät wiegt 283 g.